# Hart-Purgstall
Hart-Purgstall là một đô thị thuộc huyện Graz-Umgebung bang Styria, nước Áo. Đô thị Hart-Purgstall có diện tích 15,84 km², dân số thời điểm cuối năm 2005 là 1642 người.